# 韩果 (北朝)
韩果（6世纪—570年代），字阿六拔，代郡武川镇（今内蒙古自治区呼和浩特市武川县）人，北魏、西魏、北周官员。

## 生平
韩果年少时骁勇威武，善于骑马射箭。永安三年（530年），贺拔岳西征关中时，将韩果引进军帐听用。韩果攻击万俟丑奴及其分支的党羽，转战数十回合，把他们全部击败了。韩果的体力无人能比，他身披铠甲手执戈矛，翻山越岭如同走在平地一样，即便数十天上百天也不会感到疲劳。韩果因功出任宣威将军、子都督，后来跟随宇文泰讨伐平定侯莫陈悦，升任都督，封邯郸县男。永熙三年（534年），魏孝武帝西入关中，韩果进爵石城县伯，食邑五百户。大统初年，韩果进爵为公，增加食邑总计一千户，加通直散骑常侍。
韩果记忆力强，又有权谋策略，所经过地方的山川地势，韩果全都能记住。而且韩果善于窥探敌军的虚实，揣测了解敌军的情状，有偷偷隐藏在溪谷中想做间谍侦察的人，韩果登上高处一望，凡是他所怀疑的地方，去搜查必定有所收获，宇文泰因此让韩果担任虞候都督。每次随从出征，韩果常带领巡逻的骑兵，昼夜巡察，很少睡觉。
大统三年（537年）正月，韩果跟随西魏大军在潼关袭击窦泰，宇文泰依照韩果的谋划安排，西魏大军得以获胜返回。宇文泰赏给韩果真珠金带一条、布帛二百匹，授任他为征虏将军。韩果又跟随宇文泰收复弘农，攻克河南城，俘获东魏一个太守，论功最大。攻破沙苑，战于河桥中，韩果都有战功，出任抚军将军、银青光禄大夫，增加食邑九百户，升任朔州刺史，改任安州刺史，加帅都督。大统九年（543年），韩果跟从西魏大军参与邙山之战，西魏军队返回后，韩果出任河东郡太守。韩果又跟从大军在北山攻破稽胡，稽胡之地险恶，人迹罕至，韩果进兵彻底征讨，打散稽胡的种族部落。稽胡害怕韩果的刚劲强健，号称韩果为插翅人。宇文泰听说后笑着说:“插翅之名，难道亚于飞将军。”韩果屡次升任大都督、车骑大将军、仪同三司、骠骑大将军、开府仪同三司，出任宜州刺史。朝廷记录韩果的前后功劳，进韩果爵位为褒中郡公。魏恭帝元年（554年），韩果加大将军。武成元年（559年）三月，吐谷浑进犯北周边境，韩果隶属大司马博陵郡公贺兰祥，与大将军宇文盛、大将军越勤宽、大将军宇文广、大将军库狄昌、大将军独孤浑贞率军讨伐吐谷浑，因军功另封一个儿子为县公。武成二年（560年），延州稽胡郝狼皮的残余同党再度反叛，周明帝诏令韩果率军进攻稽胡，韩果俘虏和斩杀了很多人，朝廷赐给他奴婢一百人，任命为宁州刺史。保定三年（563年），韩果出任少师，同年四月乙未（563年5月9日）进位柱国。保定四年（564年），韩果跟随尉迟迥包围洛阳，北周大军撤退，只有韩果所率的军队保全无损。天和初年，韩果出任华州刺史，治理政事宽和简约，官吏百姓交口称赞。建德初年，韩果去世。
韩果的儿子韩明继承爵位。大象末年，韩明官至上大将军、黎州刺史。与尉迟迥一起谋反被杀。

## 赐姓
韩果在《贺兰祥墓志》中被称为俟吕陵果。武汉大学历史学院硕士研究生谭秋含认为，《周书·韩果传》韩果并无被赐姓的相关记载，疑似俟吕陵在北魏后期改姓韩氏。

## 评价
- 《周书》史臣曰：若夫数将者，并攀翼云汉，底绩屯夷，虽运移年世，而名成终始，美矣哉！（像这些将领，追随贵人，艰难获得成功，即使遭遇乱世，但终究成名，美啊！）[14]
- 《北史》论曰：达奚武、若干惠、怡峰、刘亮、王德、赫连达、韩果、蔡祐、常善、辛威、厍狄昌、梁椿、梁台、田弘等，并兼资勇略，咸会风云，或效绩中权，或立功方面，均分休戚，同济艰危，可谓国之爪牙，朝之御侮者也。（都勇略兼备，在乱世相会，有的在中枢有政绩，有的在地方立功，休戚祸福与共，可谓国家的爪牙、朝廷的御侮者。）[15]

## 延伸阅读
[在维基数据编辑]
 《周書·卷27》，出自令狐德棻《周書》
 《北史·卷065》，出自李延壽《北史》